# Jardins d'Aranjuez
Pour les articles homonymes, voir Aranjuez (homonymie).
Les jardins d'Aranjuez (en espagnol Jardines de Aranjuez) sont une série de bois et de parcs aménagés en espaces verts et ornementés de nombreuses fontaines et statues, situés près du Tage et du palais royal d'Aranjuez dans la communauté de Madrid en Espagne. Ils sont gérés par le Patrimoine national.
Les jardins d'Aranjuez et le palais royal constituent les éléments principaux qui ont contribué à inscrire le site en 2001 au titre du patrimoine mondial de l'UNESCO sous le nom de paysage culturel d'Aranjuez.
Les jardins sont au nombre de quatre : le jardin du Parterre, celui de l'Île, celui du Prince et celui d'Isabelle II. Ces jardins sont classés comme jardins historiques au titre de biens d'intérêt culturel.

## Jardin du Prince
Le jardin du Prince (Jardín del Príncipe en espagnol), situé entre le Tage et la Calle de la Reina (rue de la Reine), est le plus grand des jardins, avec un périmètre de 7 km et une superficie de 150 ha. Seule la moitié du jardin est visitable.
Dans la partie nord, qui est celle qui borde le Tage, le jardin est protégé par une digue de pierre appelée Malecón de Solera, tandis que la partie sud est délimitée par une longue grille sur un socle de pierre de Colmenar et des piliers de briques ornées de pierres artistiques. Le jardin est formé par une grande variété d'espèces d'arbres différents.

### Sources
- (es) Cet article est partiellement ou en totalité issu de l’article de Wikipédia en espagnol intitulé « Jardines de Aranjuez » (voir la liste des auteurs).